# Aeroportul Houston Gulf
Aeroportul Houston Gulf (IATA: SPX, ICAO: KSPX, FAA LID: SPX) este un aeroport din Texas, Statele Unite ale Americii ce deservește zona Houston. A fost numit după zona deservită.
Situat la o altitudine de 6 m, aeroportul dispune de o singură pistă.